# Gerald Hertneck
Gerald Hertneck (* 18. September 1963 in München) ist ein deutscher Großmeister im Schach. Seit Juni 2021 ist er Referent „Leistungssport“ im Deutschen Schachbund.

## Jugend
Hertneck, Sohn eines Maschinenbauingenieurs, erlernte das Schachspiel im Alter von etwa elf Jahren. Im Jahre 1976 trat er dem Schachklub SK Obermenzing bei. Hier arbeitete er eng mit dem späteren IM Robert Zysk zusammen. Erste Erfolge verbuchte er mit dem Gewinn der deutschen B-Jugendmeisterschaft 1980, der internationalen Jugendmeisterschaft der Schweiz 1982 und der internationalen deutschen Jugendmeisterschaft 1983.

## Vereine
1983 wechselte er zu Bayern München. Hier spielte er erfolgreich in der Schachbundesliga zunächst an den hinteren Brettern. Sechsmal (1985, 1986, 1989, 1990, 1991 und 1992) wurde er mit Bayern München deutscher Mannschaftsmeister, 1992 gewann er außerdem den European Club Cup. 1992 wechselte Hertneck zu dem Münchener SC 1836 und spielte mit diesem bis 1996 in der 1. Bundesliga, anschließend zwei Jahre in der 2. Bundesliga. Hier engagierte er sich auch in der Führung des Vereins. In dieser Zeit erreichte er auch seine größte Spielstärke mit einer Elo-Zahl von 2615 (Januar 1994) und besetzte zeitweilig das 1. Brett. Als sich die Mannschaft wegen des Rückzugs des Sponsors auflöste, verließ er 1998 den Verein in Richtung TV Tegernsee, wo er in der Saison 1998/99 in der 2. Bundesliga, danach bis 2009 in der 1. Bundesliga spielte. Gleichzeitig spielte Hertneck noch in der österreichischen Bundesliga bei den Vereinen SK Mozart Salzburg (1991–2002), SK Schwarzach (2002 bis 2006) und SG Kufstein/Wörgl (Saison 2011/12). Seit 2009 spielt Hertneck beim Münchener Verein MSA Zugzwang 82 und war dort bis zur Saison 2016/2017 als Mannschaftsführer tätig – dann gab er diese Funktion an Markus Lammers ab.

## Internationale Erfolge
Hertneck wurde mehrfach in die deutsche Nationalmannschaft berufen. Für die Nationalmannschaft der Bundesrepublik spielte er zum Beispiel bei der Mannschaftsweltmeisterschaft 1985 in Luzern, dem Nordic Chess Cup 1985 im finnischen Pohja und 1989 im dänischen Aabybro (wo die Mannschaft Zweiter wurde und Hertneck eine individuelle Goldmedaille für sein Ergebnis von 5 aus 7 am zweiten Brett bei einer Elo-Leistung von 2625 erhielt), den Mannschaftseuropameisterschaften 1992 in Debrecen und 2001 in León (mit einem dritten Platz der deutschen Mannschaft) sowie den Schacholympiaden 1992 (in Manila) und 1994 (in Moskau). Sein größter Turniererfolg war 1991 der geteilte zweite Platz im stark besetzten SKA-Mephisto-Turnier in München hinter Larry Christiansen.
Für seine Erfolge verlieh ihm der Weltschachverband FIDE 1985 den Titel Internationaler Meister und 1991 den Titel Großmeister. Seine 1994 erreichte Elozahl von 2615 entsprach Nummer 50 der Weltrangliste.
1991 besiegte er in der live ausgestrahlten Fernsehsendung Schach der Großmeister von Claus Spahn seine Gegnerin Judit Polgár und gewann den Fernsehschachpreis. Im gleichen Jahr gelang dem Französisch-Experten Hertneck  beim SKA-Mephisto Großmeisterturnier in München ein Sieg gegen Viswanathan Anand. Beim Simultan von Garri Kasparow gegen die deutsche Nationalmannschaft 1992 in Baden-Baden erzielte er ein Remis.
Im Februar 2011 gewann Hertneck, der ansonsten nur wenige Turniere spielt, das 3. Batavia Chess Tournament in Amsterdam mit 6,5 Punkten aus 9 Partien.
Als Shōgispieler ist er Träger des 1. Dan (FESA).

## Schachliche Höhepunkte
- 1982 Internationaler Deutscher Jugendmeister
- 1985 erster Einsatz in der deutschen Nationalmannschaft bei der Mannschafts-WM in Luzern
- von 1985 bis 2009 sowie 2017 bis 2019 Bundesligaspieler (beim FC Bayern, dem MSC 1836, dem TV Tegernsee und dem MSA Zugzwang)
- 1991 und 1992 Teilnahme an der Fernsehpartie »Schach der Großmeister«
- 1991 bis 1994 Teilnahme an den Münchner Großmeisterturnieren
- 1992 Europapokalsieger mit dem FC Bayern
- 1992 Teilnahme am Simultan von Kasparow gegen die deutsche Nationalmannschaft
- 1992 (Manila) und 1994 (Moskau) Olympiateilnehmer
- 1993 (Debrecen) und 2001 (Leon) Mannschafts-Europameisterschaft
- 1995 bis 2003 Simultanabende auf dem Feierwerk-Sommerfest in München
- 1998 Politikersimultan in Bonn
- 1999 / 2000 Simultane in verschiedenen JVAs
- 2009 Übernahme der Mannschaftsführung der 1. Mannschaft beim MSA Zugzwang
- 2011 Erster Platz im GM-Turnier Amsterdam
- 2013 Aufstieg der ersten Mannschaft des MSA Zugzwang in die zweite Bundesliga Ost
- 2016 Aufstieg der ersten Mannschaft des MSA Zugzwang in die erste Bundesliga

## Turniererfolge (Auswahl)
- 1987 Altensteig Kat. IX (2. Pl.)
- 1991 München Kat. XIV (2. Pl.)
- 1992 München Kat. XVI (5. Pl.)
- 1993 Zillertal Open (1. Pl. mit 8/9)
- 1993 Katerini Open (1. Pl. mit 8/9)
- 1995–1998 München OIS (jeweils 1. Pl.)
- 2000 Open Bad Wiessee (2. Pl.)
- 2001 Open Schwarzach (2. Pl.)
- 2002 Open Bad Wiessee (5. Pl.)
- 2003 Open Schwarzach (2. Pl.)
- 2003 Open Bad Wiessee (5. Pl.)
- 2011 Amsterdam - Batavia Tournament  (1. Pl.)

## Privates
Hertneck gründete zusammen mit Stefan Kindermann, Roman Krulich und Dijana Dengler 2005 die Münchener Schachakademie und 2007 die Münchener Schachstiftung, die benachteiligte Kinder fördert.
Er arbeitet als Beamter bei der Stadtkämmerei München im IT-Bereich. Seit 2004 ist er mit seiner Frau Maria verheiratet.